# پروانه‌ماهی آسیایی
پروانه‌ماهی آسیایی (نام علمی: Chaetodon argentatus) نام یک گونه از سرده پروانه‌ماهی است.